# Ligne de Vésztő à Gyoma
La ligne de Vésztő à Gyoma ou ligne 127 est une ligne de chemin de fer de Hongrie.